# Roy William Neill
Roy William Neill, pseudonimo di Roland de Gostrie (Irlanda, 4 settembre 1887 – Londra, 14 dicembre 1946), è stato un regista, produttore cinematografico e sceneggiatore irlandese naturalizzato statunitense.
È conosciuto soprattutto per aver diretto i film di Sherlock Holmes interpretati da Basil Rathbone e Nigel Bruce, girati tra il 1942 e il 1946 per la Universal Studios

## Biografia
Figlio di un capitano di marina, Neill nacque a bordo di una nave vicino alle coste irlandesi. Cominciò a dirigere film nel 1917. Nella sua carriera di regista, diresse oltre un centinaio di film, molti dei quali erano pellicole low budget, B-movie a basso costo. Tuttavia, acquistò la fama di cineasta preciso e scrupoloso, con una particolare attenzione per l'uso delle ombre, cosa che diventò poi una delle caratteristiche stilistiche peculiari del noir dei tardi anni quaranta. L'ultimo suo film, L'angelo nero (1946), viene di fatto considerato a pieno titolo un film noir.
Neill, che si firmò anche con i nomi R. William Neill, Roy W. Neill e Roy Neill, visse in gran parte negli Stati Uniti, diventando cittadino americano. Dal 1935 al 1940, si trasferì a Londra, dove, in quel periodo, i registi statunitensi avevano migliori opportunità di lavoro. Durante il periodo londinese, il produttore britannico Edward Black assunse Neill per fargli dirigere La signora scompare (1938) che poi, a causa di ritardi nella produzione, venne alla fine affidato ad Alfred Hitchcock.
Neill morì a Londra il 14 dicembre 1946 per un attacco cardiaco.

## Filmografia

### Regista
- The Girl, Glory (1917)
- The Mother Instinct, co-regia di Lambert Hillyer (1917)
- The Price Mark (1917)
- Love Letters (1917)
- Flare-Up Sal (1918)
- Love Me (1918)
- Free and Equal (1918)
- Tyrant Fear (1918)
- The Mating of Marcella (1918)
- The Kaiser's Shadow (o The Kaiser’s Shadow; or, The Triple Cross) (1918)
- They're Off (1918)
- Green Eyes (1918)
- Vive la France! (1918)
- Puppy Love (1919)
- Charge It to Me
- Trixie from Broadway
- The Career of Katherine Bush (1919)
- The Bandbox (1919)
- The Woman Gives
- The Inner Voice (1920)
- Sì...o...no (Yes or No) (1920)
- Good References
- Dangerous Business (1920)
- Something Different  (1920)
- The Idol of the North
- The Conquest of Canaan (1921)
- Il trionfo del lavoro (The Iron Trail) (1921)
- What's Wrong with the Women?
- Radio-Mania o The Man From M.A.R.S. (1922)
- Toilers of the Sea (1923)
- Per diritto divino (By Divine Right)
- Il prezzo della vanità (Vanity's Price) (1924)
- Broken Laws (1924)
- Percy (1925)
- Marriage in Transit (1925)
- The Kiss Barrier
- Greater Than a Crown (1925)
- La principessa e il cow boy (The Cowboy and the Countess)
- The Fighting Buckaroo
- A colpi di sperone (A Man Four-Square) (1926)
- Paradiso nero (Black Paradise) (1926)
- Nei gorghi di New York (The City) (1926)
- Marriage (1927)
- Il gorgo delle streghe (The Arizona Wildcat) (1927)
- The Lady of Victories
- San Francisco Nights
- The Czarina's Secret
- The Virgin Queen (1928)
- The Olympic Hero
- Cleopatra
- Lady Raffles
- I vichinghi (The Viking) (1928)
- Behind Closed Doors (1929)
- Oro (Wall Street) (1929)
- Il prezzo della gloria (Melody Man) (1930)
- Cock o' the Walk, co-regia Walter Lang (1930)
- Just like Heaven (1930)
- The Avenger (1931)
- La peccatrice (The Good Bad Girl) (1931)
- La Venere dei porti (Fifty Fathoms Deep) (1931)
- The Menace (1932)
- La follia della metropoli (American Madness), co-regia Frank Capra e, non accreditato, Allan Dwan (1932)
- That's My Boy (1932)
- The Circus Queen Murder
- As the Devil Commands
- Fury of the Jungle
- Above the Clouds (1933)
- The Ninth Guest
- Vortice (Whirlpool) (1934)
- Black Moon (1934)
- Blind Date (1934)
- I'll Fix It (1934)
- Jealousy (1934)
- Mills of the Gods
- Eight Bells (1935)
- Il mistero della camera nera (The Black Room) (1935)
- The Lone Wolf Returns (1935)
- Gypsy
- Doctor Syn
- Quiet Please
- The Viper (1938)
- Simply Terrific
- Double or Quits
- Thank Evans
- Many Tanks Mr. Atkins
- Everything Happens to Me
- A Gentleman's Gentleman (1939)
- Murder Will Out (1939)
- His Brother's Keeper (1940)
- Hoots Mon
- The Good Old Days
- Eyes of the Underworld (1942)
- Madame Spy (1942)
- Sherlock Holmes e l'arma segreta (Sherlock Holmes and the Secret Weapon)
- Frankenstein contro l'uomo lupo (Frankenstein Meets the Wolf Man) (1943)
- Rhythm of the Islands
- Sherlock Holmes di fronte alla morte (Sherlock Holmes Faces Death)
- La donna ragno (The Spider Woman)
- Sherlock Holmes e l'artiglio scarlatto (The Scarlet Claw) (1944)
- La perla della morte (The Pearl of Death)
- La carovana dei ribelli (Gypsy Wildcat)
- La casa del terrore (The House of Fear) (1945)
- La donna in verde (The Woman in Green)
- Destinazione Algeri (Pursuit to Algiers)
- Terrore nella notte (Terror by Night)
- Il mistero del carillon (Dressed to Kill)
- L'angelo nero (Black Angel) (1946)

### Produttore
- Toilers of the Sea, regia di Roy William Neill (1923)
- Marriage, regia di Roy William Neill (1927)
- That's My Boy (1932)
- Murder Will Out (1939)
- Sherlock Holmes in Washington (1943)
- Sherlock Holmes di fronte alla morte (Sherlock Holmes Faces Death) (1943)
- La donna ragno (The Spider Woman) (1944)

- La perla della morte
- Destiny
- La casa del terrore
- La donna in verde
- Destinazione Algeri
- Terrore nella notte
- Il mistero del carillon
- L'angelo nero

### Sceneggiatore
- His Brother's Keeper, regia di Roy William Neill (1940)
- Murder Will Out
- Hoots Mon
- Incontro all'alba (Two Tickets to London)
- L'artiglio scarlatto

### Attore
- Corner in Colleens
- Flare-Up Sal, regia di Roy William Neill (1918)